# Tsvetan Tsvetanov
Tsvetan Guentchev Tsvetanov (bulgare : Цветан Генчев Цветанов, né le 8 avril 1965) est un homme politique bulgare. Il a été vice-Premier ministre et ministre de l'Intérieur entre le 27 juillet 2009 et le 12 mars 2013.
Jusqu'en 2020, il est vice-président du GERB, parti politique bulgare de centre-droit. 
Après avoir déclaré que le gouvernement de Borisov avait provoqué « l'incohérence et le chaos » et qu'il avait rompu tout contact avec lui, il fonde son propre parti en juin 2020 qu'il nomme Les Républicains pour la Bulgarie.